# Anneliese Uhligová
Anneliese Uhligová (27. srpna 1918 Essen – 17. června 2017 Santa Cruz, Kalifornie) byla německá herečka, jedna z filmových hvězd v době nacismu. V roce 1944 hrála po boku Lídy Baarové v italském filmu Pekařka, nejlepší herecký výkon ovšem podle svého soudu podala ve filmu Solistin Anna Alt (1945). Uplatnila se i na divadle. Po druhé světové válce se provdala za Američana, a tudíž pracovala jako zahraniční zpravodajka německých novin a rozhlasu a jako docentka učila na univerzitě v Bangkoku; vystupovala nicméně i nadále na divadle i ve filmu (mj. ve snímku Vojtěcha Jasného Es gibt noch Haselnuß-Sträucher (1983)). Celkem má na svém kontě asi 30 celovečerních a přes 15 televizních filmů.
Vydala autobiografii Rosenkavaliers Kind: Eine Frau und drei Karrieren, která vyniká nad průměr produkce obdobných „hereckých pamětí“.
V roce 1989 jí byl propůjčen Záslužný řád Spolkové republiky Německo první třídy.